# Contea di Saline (Illinois)
La contea di Saline (in inglese: Saline County) è una contea dello Stato dell'Illinois, negli Stati Uniti. La popolazione al censimento del 2000 era di 26 733 abitanti. Il capoluogo di contea è Harrisburg.